# Marek Kruś
Marek Kruś (ur. 23 czerwca 1952 w Opalenicy) – polski hokeista na trawie, olimpijczyk.
Syn Karola i Gabrieli z domu Kroma, uzyskał w Szkole Samochodowej w Poznaniu zawód mechanika. Jako 10-latek rozpoczął treningi hokejowe w Grunwaldzie Poznań, w 1968 debiutował w I lidze. W 1974 zdobył halowe mistrzostwo Polski. Rok później przeszedł do Pocztowca Poznań, w barwach którego był czterokrotnie mistrzem Polski na otwartych boiskach (1979, 1981, 1982, 1983). W 1979 i 1981 był najskuteczniejszym strzelcem polskiej ligi i laureatem "Złotej laski".
W reprezentacji narodowej występował w latach 1971–1983; w 149 meczach zdobył 31 bramek. Brał udział w mistrzostwach świata (1975, 1978, 1982), mistrzostwach Europy (1974, 1978, 1983), igrzyskach olimpijskich w Monachium (1972, 11. miejsce).
Otrzymał tytuł Zasłużonego Mistrza Sportu. Po zakończeniu kariery pozostał związany z hokejem jako sędzia I-ligowy. Z małżeństwa z Haliną z domu Figiel ma dwie córki (Karolinę i Paulinę).